# Paulo Duarte
Paulo Jorge Rebelo Duarte (Massarelos, 6 aprile 1969) è un allenatore di calcio ed ex calciatore portoghese, di ruolo difensore.
Come calciatore, in 17 anni di carriera ha totalizzato 238 presenze e 8 gol in 12 stagioni di Primeira Liga, la massima serie del campionato portoghese di calcio, giocando per lo più nelle file dell'União de Leiria. Nel 2004 si ritirò dall'attività agonistica e divenne allenatore.

## Palmarès

### Giocatore

#### Competizioni nazionali
- Segunda Liga: 1

União Leiria: 1997-1998